# Парсонс, Люси
Люси Парсонс (англ. Lucy Parsons, ок. 1853 — 7 марта 1942) — активистка американского рабочего движения конца XIX — начала XX века революционно-социалистического, анархистского и синдикалистского толка. Была известна как профсоюзный организатор, оратор и издатель. Супруга казнённого анархиста Альберта Парсонса.

## Биография
Родилась в Виргинии и выросла в Техасе. Помимо небольшой примеси африканской крови, по утверждениям Люси, в роду у неё были, в основном, коренные американцы и мексиканцы. Со своим мужем Альбертом, братом героя Юга во время Гражданской войны и тоже бывшим солдатом Конфедерации, она познакомилась между 1869 и 1871 годами, когда тот по поручению радикальной фракции Республиканской партии проводил на севере Техаса кампанию по подписке на их газету. В 1871 или 1872 году они сочетались браком (гражданским или законным, тоже достоверно неизвестно, но она взяла фамилию мужа).
Скрываясь от постоянных расистски и политически мотивированных угроз со стороны Ку-Клукс-Клана, Парсонсы переехали в 1872-м году в Чикаго, как раз во время экономического кризиса. Люси устроилась портнихой, Альберт — наборщиком в газете. Они присоединились к Социалистической трудовой партии Америки и участвовали в профсоюзном движении в составе организации «Рыцари труда». Когда экономический кризис закончился, партия сама оказалась в политическом кризисе и претерпела раскол: из неё вышли анархисты. Разочарованные в политике выборов радикалы организовали в Питтсбурге IWPA (International Working People’s Association) — децентрализованную альтернативу марксистским партиям. В IWPA Люси обнаружила ораторские и публицистические таланты, сделав себе имя резкими, иногда шокирующими статьями (например, она призывала бездомных к террору против правящих классов).
В 1886 году, после бойни на площади Хеймаркет, государство подвергло чикагских анархистов репрессиям. Альберт Парсонс, выступавший на Хеймаркете с речью за 8-часовой рабочий день, оказался среди семерых анархистов, осуждённых на смерть в сфабрикованном процессе. Во время суда и после казни мужа Люси и её деверь развернули бурную пропагандистскую деятельность, которая впервые после Гражданской войны объединила широкие слои населения и на Севере, и на Юге, вместе с протестами против убийства Хеннесси вновь сплотила американцев в единую нацию, что, в конце концов, принесло ей известность и признание заслуг по всей стране, в том числе, людьми, не разделявшими её радикальных взглядов.
Она приняла участие в становлении революционно-синдикалистского объединения «Индустриальные рабочие мира» (IWW), возникшего из объединения самых радикальных низовых профсоюзов. В 1905 году она выступала на собрании IWW. Парсонс подчёркивала важное положение женщины в системе капиталистической эксплуатации и сопротивлении против него.
В этот период она сотрудничала в двух газетах — «Freedom» и «The Liberator». Парсонс также сотрудничала с развивающимся анархо-феминистическим движением, однако не поддерживала борьбу за избирательные права для женщин и негативно отзывалась о концепции «свободной любви» в том виде, в которой её проповедовала Эмма Гольдман. При этом Парсонс была первой феминисткой, подчёркивавшей важность классовой принадлежности женщины в борьбе за её права.
С 1927 года сотрудничала с International Labour Defence — американской секцией МОПР, — в деле защиты левых политических заключённых и преследуемых афроамериканцев, например, «парней из Скоттсборо». В 1939 году вступила в Коммунистическую партию США.
7 марта 1942 года в её чикагской квартире огонь перекинулся из печки на помещение, и 89-летняя Парсонс, почти ослепшая и с трудом передвигающаяся, погибла в пожаре вместе со своим спутником Джорджем Маркстолом. После того как огонь был потушен, чикагская полиция изъяла её записи, которые с тех пор никто не видел. Была похоронена на чикагском кладбище недалеко от памятника Хеймаркетским мученикам, под которым захоронен её муж Альберт.